# Эрменгол VI (граф Урхеля)
Эрменгол VI Кастилец (исп. Ermengol el de Castella; ок. 1095 — 28 июня 1154) — граф Урхеля с 1102 года. Представитель Барселонской династии, сын Эрменгола V и его жены Марии Перес.
Воспитывался у матери в Вальядолиде, отсюда прозвище «Кастилец». После смерти отца до 1109 года находился под опекой графа Педро Ансуреса — своего деда по материнской линии. Фактически Урхелем правили Геро II де Кабрера и граф Барселоны Раймонд-Беренгер II. С их помощью был завоёван Балакер (1106), ставший столицей графства.
Самостоятельно Эрменгол VI правил с 1115 года.
По договору от 23 января 1133 года за 1200 су уступил епископу урхельскому сеньориальные права на долины Андорры.
В 1146—1149 годах участвовал в Реконкисте, во взятии Кордовы, Калатравы и Альмерии.
Первой женой Эрменгола VI была Арсенда, дочь Геро II де Кабрера, виконта Жероны (развод). Дети:
- Эрменгол VII (ум. 11 августа 1184), граф Урхеля.
- Изабелла Сибилла, муж — виконт Кардоны Рамон Фольк III.
- Эстефания, муж — Арно Мирон I, граф де Пальярс-Хусса.
- дочь, муж — Гиллем де Сан-Мартин.

Вторая жена (свадьба — не позднее 1135)— Эльвира Родригес, дочь Родриго Гонсалеса де Лара. Дочь:
- Мария, муж — Лопе Лопес де Бискайя, сеньор де Миранда де Эбро.

Также у Эрменгола VI было несколько (не меньше двух) незаконнорожденных детей.